# Ismaning
Ismaning est une commune allemande, située en Bavière, dans l'arrondissement de Munich.
L'émetteur radio d'Ismaning, inauguré en 1932, est installé sur le territoire de la commune. Initialement, la tour était en bois, avec une forme rappelant la tour Eiffel.